# Corbin (nome)
Corbin  è un nome proprio di persona inglese maschile.

## Varianti
- Maschili: Korbin[1], Corben[2]

## Origine e diffusione
Riprende il cognome inglese e francese Corbin, basato sul termine francese corbeau (o corbin, "corvo"), che inizialmente era usato per indicare una persona dai capelli scuri ("corvini", appunto). Per semantica, questo nome è affine a diversi altri, quali Rabano, Rocco, Vasco, Brenno e Corbiniano, col quale condivide anche la radice etimologica.
La sua diffusione, almeno negli Stati Uniti, può essere dovuta alla fama dell'attore Corbin Bernsen.

## Onomastico
Nessun santo porta questo nome, che quindi è adespota; l'onomastico può essere festeggiato il 1º novembre, giorno di Ognissanti.

## Persone
- Corbin Allred, attore statunitense

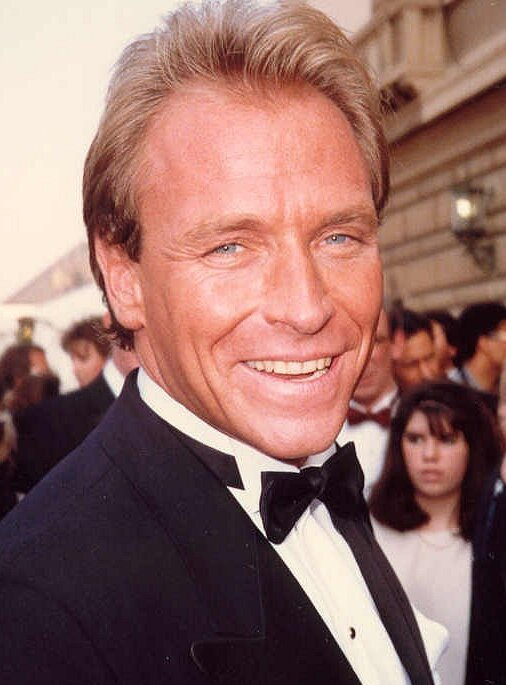
Corbin Bernsen

- Corbin Bernsen, attore, regista e produttore cinematografico statunitense
- Corbin Bleu, attore, cantante e ballerino statunitense